# Benemérita Sociedad Fundadores de la Independencia
La Benemérita Sociedad Fundadores de la Independencia es una asociación cívico-patriótica fundada en Lima el 28 de septiembre de 1857 como la primera institución patriótica del Perú. La asociación, conformada inicialmente por militares, se destacó por sus actividades que rinden culto a la memoria de los héroes y próceres de la independencia del Perú y otras figuras patrióticas. Cuenta como su protectora a la Virgen Inmaculada Concepción y a Santa Rosa de Lima como su patrona.
Actualmente la sociedad está adscrita al Ministerio de Defensa del Perú, ente que también lo financia anualmente.

## Historia
Una vez concluidas las operaciones destinadas a la consolidación de la Independencia del Perú, muchos de los peruanos que participaron en esas jornadas quedaron en el más grande desamparo, pues las arcas fiscales no disponían del dinero suficiente para atender sus necesidades.
Un grupo de excombatientes formado, entre otros, por los coroneles Casimiro Negrón de la Fuente, José Domingo Espinar, Juan Basilio Cortegana y el canónigo Juan Sánchez logran que el 28 de septiembre de 1857 la firma la Sala Capitular del Convento de San Francisco. Con 140 próceres de la independencia el acta de instalación estableció la entonces Sociedad Humanitaria de los Fundadores de la Independencia. Se nombró al entonces presidente de la República Ramon Castilla y Marquesado como su presidente nato y al general Francisco Vidal y Laos como su presidente activo. Su lema fue «Fraternidad, igualdad y unión».
Luego de la victoria de las armas peruanas sobre la escuadra española el 2 de mayo de 1866, el presidente de la República Mariano Ignacio Prado dispuso que se le denominara, desde el 30 de noviembre de 1897, como Sociedad Fundadores de la Independencia, Vencedores el 2 de Mayo de 1866; esto con el fin de facilitar el ingreso de los vencedores del combate del Callao.
Terminada la guerra del Pacífico, y desocupado el territorio peruano, surgiéron nuevas instituciones con similares fines. Con el objetivo de unificar dichas instituciones, por decreto del 2 de noviembre de 1937 todas ellas se incorporan a la Benemérita Sociedad adoptando el nombre que hoy tiene: Benemérita Sociedad Fundadores de la Independencia, Vencedores el 2 de mayo de 1866 y Defensores Calificados de la Patria.
El 5 de septiembre de 1917, el Congreso de la República del Perú presidido por Juan Pardo y Barreda, promulgó la Ley N° 2432, reconociendo a la Benemérita Sociedad como institución oficial; con derecho a tener representación en las ceremonias cívicas y a ocupar, dentro de la precedencia protocolar, un lugar a continuación de los comandantes generales de los institutos armados.
Luego de las gestiones ante el presidente de la República Augusto B. Leguía, se obtuvo la transferencia a la sociedad del edificio construido para la residencia privada del mariscal Andrés Avelino Cáceres en 1924. El traslado de la propiedad quedó terminado para el mes de diciembre y fue inaugurado el 9 de diciembre de 1924 con motivo del primer centenario de la batalla de Ayacucho.

## Sede institucional

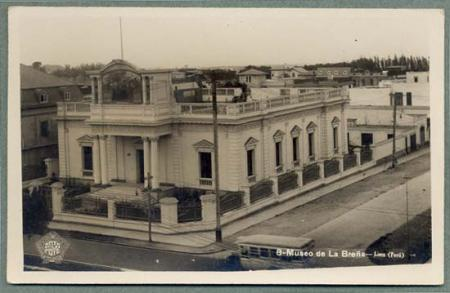
Fotografía antigua del actual local institucional.

La sociedad cuenta actualmente con una sede ubicada en la Av. Arequipa, en el barrio de Santa Beatriz. El edificio se construyó para el mariscal Andrés Avelino Cáceres pero, debido a su muerte en 1923, el edificio fue cedido permanentemente a la sociedad.
La sede institucional es el principal local de la sociedad en el cual se realizan anualmente sesiones solemnes con motivo de honrar la memoria de los diversos héroes nacionales y celebrar fechas conmemorativas. Para dicho fin, el local cuenta con un salón de sesiones solemnes adornado con diversos cuadros, bustos y estatuas de los héroes de la historia del Perú. El presidente Augusto B. Leguia encargó a la Casa Waring & Gillow Ltd. de Londres la confección de los muebles, cortinajes, alfombras y decoraciones destinadas al salón de sesiones y a la sala de la presidencia de la sede institucional. Esta reconocida empresa inglesa de fabricación de muebles también se encargó de amoblar otros importantes edificios construidos en Lima durante la década de 1920, como el Gran Hotel Bolívar, el local del Club Nacional, entre otros.
El local de la sociedad cuenta con una invaluable colección de patrimonio artístico y cultural. La sede está adornada con diversos cuadros, bustos y óleos, entre los que destaca una obra titulada El Paso de los Libertadores del reconocido pintor Daniel Hernández, distribuidos a través de los interiores del edificio. La fachada del local muestra un mosaico, mandado a confeccionar en Italia por el presidente Leguía en 1924, representando la entrega de las insignias de mariscal al general Andrés Avelino Cáceres por el presidente Augusto B. Leguía el 6 de junio de 1920.
La sede de la Benemérita Sociedad también cuenta con una biblioteca en la que destacan textos relacionados con la historia de la independencia del Perú, el combate del 2 de mayo de 1866, la guerra del Pacífico, la conflicto con Ecuador de 1941, entre otros. También dispone de diversos textos relacionados con la época republicana, varios de ellos con carácter de valor histórico.
La sociedad dispone también de diversos salones en los que se exhiben uniformes, fotografías, esculturas, espadas y demás objetos relacionados con las diversas campañas militares de la historia del Perú. Entre estas, resaltan las relacionadas con el conflicto con Ecuador de 1941 y la guerra del Alto Cenepa.
La sede institucional de la Benemérita Sociedad fue declarada monumento histórico integrante del Patrimonio Cultural de la Nación el 9 de febrero de 1999.

## Los beneméritos asociados

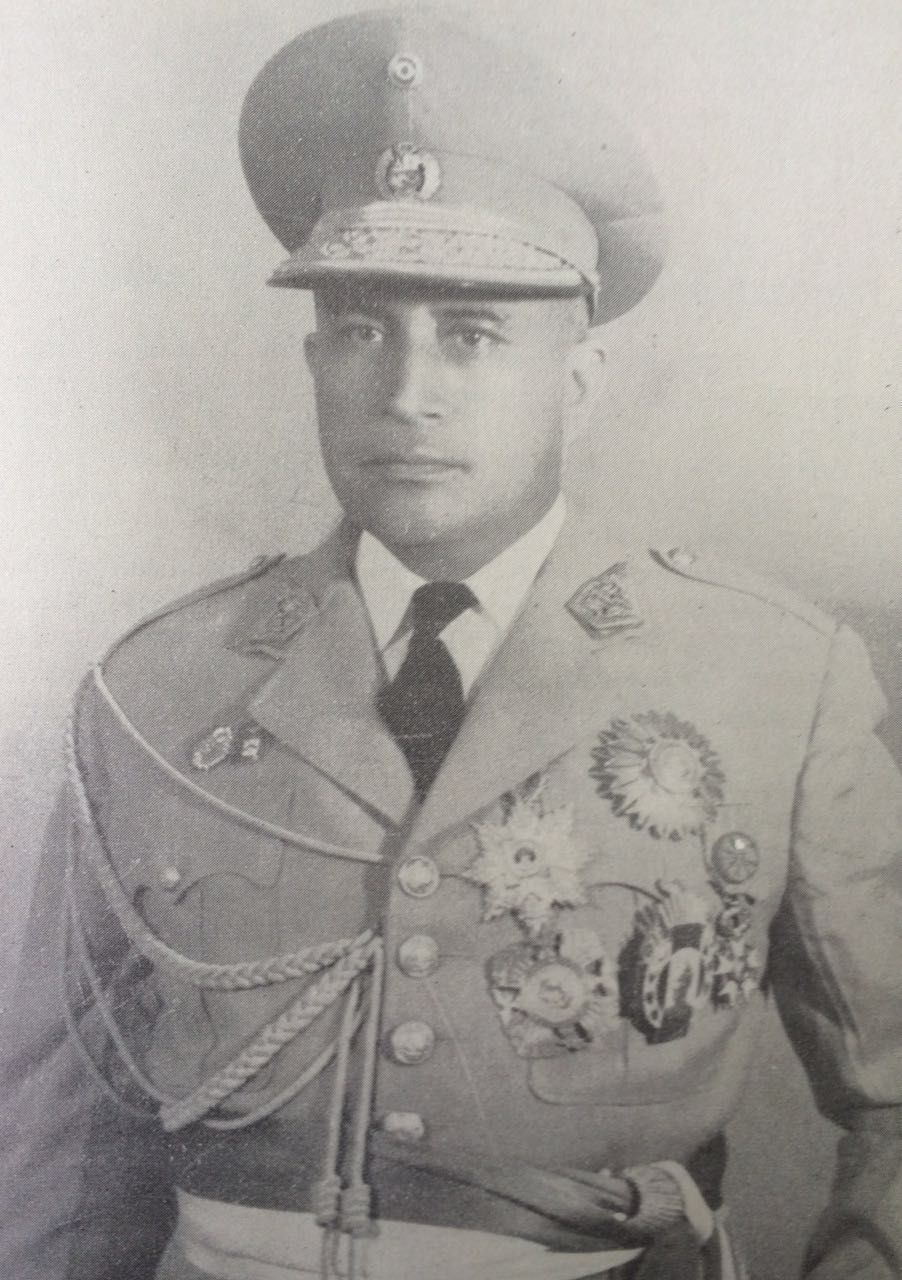
El general Carlos Miñano Mendocilla, presidente activo de la institución en el periodo 1974-1980.

La sociedad actualmente reúne a aproximadamente dos mil asociados y cuenta con un condicionado proceso de incorporación de nuevos miembros. Para lograr pertenecer a la Benemérita Sociedad, el propuesto debe ser peruano de nacimiento y debe poder comprobar ascendencia directa a algún héroe, prócer, mártir o defensor calificado de la patria reconocido por el Estado del Perú como tal. La ascendencia debe de ser comprobada mediante documentos genealógicos fehacientes y adicionalmente, el propuesto será presentado por dos miembros actuales de la sociedad ante la Junta Calificadora. Para concluir con el proceso de incorporación, el propuesto deberá participar de un acto de juramentación en una de las sesiones solemnes realizadas a lo largo del año. En estas sesiones, el ingresante recibe la Medalla Institucional, la cual representa a la Benemérita Sociedad y tiene carácter de condecoración nacional, oficializando el ingreso del propuesto como asociado.
La Benemérita Sociedad cuenta con diversas clases de asociados dentro de la institución:
- Asociados natos: son asociados natos los ciudadanos que han ejercido la Presidencia de la República. El Presidente de la República en ejercicio es además Presidente Nato de la Benemérita Sociedad.

- Asociados eméritos: son eméritos los asociados activos que durante su trayectoria institucional hayan realizado reiteradamente acciones excepcionales que contribuyan al progreso de la sociedad así como los expresidentes del Consejo Directivo que hayan desarrollado una labor extraordinaria.

- Asociados honorarios: son asociados honorarios los ciudadanos que ejercen el cargo de ministro de Defensa y ministro del Interior, los comandantes en Jefes de los Institutos de las Fuerzas Armadas y el director general de la Policía Nacional; así como quienes el Consejo Directivo acuerde otorgarles este reconocimiento por sus servicios prestados a la Patria o a los fines de la Benemérita Sociedad.

- Asociados activos: son asociados activos los ciudadanos peruanos admitidos en el Registro de Asociados correspondiente, que poseen la nacionalidad peruana y logran comprobar descendencia de algún héroe reconocido por el Estado peruano.

- Asociados vitalicios: son asociados vitalicios los socios que han cumplido 35 años como Asociados Activos habilitados.

## Fines cívico-patrióticos
La sociedad tiene como objetivo institucional honrar la memoria de los fundadores de la independencia del Perú. Se dedica a conservar, acrecentar y difundir los sentimientos de amor a la patria, respeto a sus símbolos y sus tradiciones. Para llevar a cabo tal fin, la institución lleva a cabo sesiones solemnes a lo largo del año, en las cuales se reconoce la memoria y los logros de los principales héroes nacionales.
La sociedad, dentro de su sede institucional, cuenta con exposiciones permanentes sobre el conflicto armado con conflicto con Ecuador de 1941, la guerra del Alto Cenepa, el combate del Callao de 1866, entre otros, con el fin de exponer e informar al público sobre la trayectoria heroica y militar del Perú.

## Lista de presidentes
La siguiente lista detalla la nómina de los beneméritos asociados que se han desempeñado como presidentes activos de la institución:
| Presidente                               | Período   |
| ---------------------------------------- | --------- |
| Francisco de Vidal y Laos                | 1857-1861 |
| Francisco Quirós y Ampudia               | 1861-1863 |
| José Hermenegildo Allende y Sánchez      | 1863      |
| José Domingo Espinar y Aranda            | 1863-1864 |
| José Hermenegildo Allende y Sánchez      | 1864-1866 |
| Estanislao Correa y Garay                | 1866-1868 |
| Francisco Alvarado Ortiz                 | 1868-1869 |
| Tomás Cipriano de Mosquera y Arboleda    | 1869-1870 |
| José Hermenegildo Allende y Sánchez      | 1870-1871 |
| Francisco Carassa y Jaramillo            | 1871-1873 |
| José Gervasio Álvarez y Ordériz          | 1873-1878 |
| Bonifacio Franco Cueto                   | 1878-1879 |
| Manuel Villar y Olivera                  | 1885-1887 |
| Antonio Rodríguez Ramírez                | 1887-1888 |
| Lizardo Montero Flores                   | 1888-1891 |
| Juan Buendía y Noriega                   | 1891-1895 |
| Manuel Beingolea y Oyague                | 1895-1896 |
| Isaac Recavarren Gómez                   | 1896-1898 |
| Miguel Coloma Saavedra                   | 1898-1901 |
| Federico Ríos                            | 1901-1902 |
| Juan Norberto Eléspuru y Laso de la Vega | 1902-1914 |
| Toribio Raygada y Oyarzábal              | 1914-1916 |
| Francisco Román Galindo                  | 1916-1918 |
| Juan Nepomuceno Vargas Quintanilla       | 1918      |

| Presidente                                | Período       |
| ----------------------------------------- | ------------- |
| Emilio Benavides Sánchez-Carrión          | 1918-1920     |
| Enrique Basadre Stevenson                 | 1920-1922     |
| Foción Mariátegui y Palacio               | 1922-1929     |
| Ricardo Sevilla                           | 1929-1930     |
| José Luis Salmón Fossati                  | 1930-1931     |
| Juan Manuel Zuloaga y Navarrete           | 1931-1936     |
| José Ernesto de Mora y Romero             | 1936-1938     |
| José Luis Salmón Fossati                  | 1938-1947     |
| Manuel Elías Bonnemaison Torres           | 1947-1954     |
| Aurelio García Godos y Hurtado de Mendoza | 1954-1956     |
| Ismael Otárola Cabrera                    | 1956-1958     |
| Armando Zamudio y Colmenares              | 1958-1959     |
| Juan Francisco Torres Matos               | 1959-1960     |
| Néstor Gambetta Bonatti                   | 1960-1968     |
| Julio José Elías Murguía                  | 1968-1972     |
| Manuel Remond Cárdenas                    | 1972-1973     |
| Carlos Miñano Mendocilla                  | 1974-1980     |
| Enrique Ciriani Santa Rosa                | 1981-1982     |
| Jorge Bellina Eggerstedt                  | 1983-1986     |
| César Podestá Jiménez                     | 1987-1990     |
| Jorge Carlín Arce                         | 1991-1994     |
| Salvador Barrios Eléspuru                 | 1995-2000     |
| Fernando Grau Umlauff                     | 2001-2004     |
| Carlos Alfonso Tafur Ganoza               | 2005-presente |

## Condecoraciones
- Gran cruz de la Orden El Sol del Perú.[11]